# De blodlösa
De blodlösa var en föraktfull benämning på de svenskspråkiga liberaler i Finland som under 1800-talets senare hälft sökte dämpa konflikten i språkfrågan.
Dessa liberalers tankar gick i korthet ut på att finskan så småningom skulle sättas in i alla sina naturliga rättigheter och vid sidan av svenskan inrymmas som ett bildningsspråk. De ansåg språkfrågan vara en andra rangens angelägenhet. Till riktningens främsta personligheter hörde män som Adolf Erik Nordenskiöld, August Schauman, Leo Mechelin och Carl Gustaf Estlander. Deras främsta språkrör var Helsingfors Dagblad.
Ur denna krets kom också den liberalt konstitutionella politiken, som dock inte fick stöd utanför en liten krets (liberala partiet).

## Fotnoter
1. 1 2 3  De blodlösa i Uppslagsverket Finland (webbupplaga, 2012). CC-BY-SA 4.0